# Tyranneau à face d'or
Zimmerius chrysops
Ne doit pas être confondu avec Tyranneau à face jaune ou Tyranneau à front d'or.
Espèce
Statut de conservation UICN

 LC  : Préoccupation mineure
Le Tyranneau à face d'or (Zimmerius chrysops) est une espèce de passereaux de la famille des Tyrannidae,,.

## Distribution
Cet oiseau vit du sud de la Colombie à l'Équateur, au nord du Pérou et au nord-ouest du Venezuela,,.

## Systématique
Cette espèce est monotypique selon la classification de référence du Congrès ornithologique international (version 9.1, 2019).
Zimmerius chrysops comptait auparavant cinq sous-espèces. Les travaux de Frank E. Rheindt et al. sur leur génome mitochondrial, publiés en 2013, ont entraîné une importante modification de la classification des espèces et sous-espèces des oiseaux du genre Zimmerius, jusqu'alors principalement basée sur des caractéristiques morphologiques. Zimmerius chrysops albigularis est depuis considéré comme une espèce à part entière, sous le nom de Tyranneau du Choco (Zimmerius albigularis), tout comme Zimmerius chrysops flavidifrons, classé comme espèce sous le nom de Tyranneau de Loja (Zimmerius flavidifrons), alors que Zimmerius chrysops minimus et Zimmerius chrysops cumanensis sont considérés comme les deux sous-espèces d'une nouvelle espèce, le Tyranneau de Coopmans (Zimmerius minimus).
Alors que ces modifications ont été entérinées par le Congrès ornithologique international, certaines bases de données tiennent encore compte de la division en sous-espèces,,.